# 噂のチル姫
噂のチル姫（소문난 칠공주）は、韓国放送公社(KBS)で2006年4月1日から同年12月31日まで毎週土曜日・日曜日に放送された連続テレビドラマである。全80話。

## あらすじ
80年代、ナ・ヤンパルはトクチル・ソルチル・ミチルの娘ばかり三人を持つ韓国陸軍の上士（サンサ、日本では曹長にあたる）。四番目の子は男の子をと望んでいたが、またしても娘を出産。失望したヤンパルは子作り終了の意を含めジョンチルと名づける。20年後、長女トクチルは専業主婦に、次女ソルチルは父の意向に従い韓国陸軍中尉に、ミチルは看護婦になっていた。そしてジョンチルは次姉ソルチルと同じく陸軍士官学校入学のため勉学の日々を贈っている。ヤンパルは元士（ウォンサ、日本では上級曹長もしくは特務曹長にあたる）昇進退役後も娘達に厳しい軍事的養育を施し、近所の人々はナ家の四姉妹を「噂のチル姫」と呼んでいた・・・。

## キャスト
ナ家の人々
- ナ・ヤンパル - パク・イナン
チル姫四姉妹の父親。元韓国陸軍の上士（曹長）。元士（上級曹長）昇進退役後も厳しい軍事的養育を娘達に施す。毎日夜の10時に点呼をする。典型的な亭主関白であるが、過去、中士（チュンサ、日本では軍曹にあたる）の時に自らの誤射で戦友を失うトラウマを背負う。
- キョン・ミョンジャ - キム・ヘスク
チル姫四姉妹の母親。融通にかける夫や事件を巻き起こす娘達に気苦労が多く、気を休める暇もないが家族に対する愛情は深く娘を平等に愛する。
- ナ・トクチル- キム・ヘソン
ナ家の長女。父の意向の軍人の妻になるのを嫌がり、お見合いで金持ちの男性と結婚、専業主婦として二児をもうける。何不自由ない生活を贈るが夫の浮気に悩まされる。
- ナ・ソルチル - イ・テラン
ナ家の次女。姉とは対照的に父の意向を受けて陸軍士官学校を経て韓国陸軍青年将校になる。初回時点では陸軍中尉。父親から海軍将校の縁談をもたれるが友人ユ・イルハンに思いをよせる。なお名前のソルチルは韓国語で「でしゃばり」の意味を持つ。
- ナ・ミチル - チェ・ジョンウォン
ナ家の三女でソルチルの双子の妹。美人で男性に持てるが、父ヤンパルが常に成績優秀のソルチルと比較し叱責するため、ソルチルに対して劣等感を持ち、険悪な仲。またサラ金からお金を借りて買い物の衝動買いをし、母や姉に心配をかける。名前のミチルは「いかれる」の意味を持つ。
- ナ・ジョンチル - シン・ジス
ナ家の四女で普段はテンチル（ビリの意味）と呼ばれている。ソルチル同様陸軍士官学校入学を勧められている浪人生。しかしその家庭教師であるファン・テジャとの間に子供を妊娠してしまう。
- ナム・ダルク - ナ・ムニ
ヨンジャの母親。毒舌家で娘夫婦を振り回す。「トゥリゴ・トゥリゴ」という歌を歌いながら踊る癖を持っている。
- ク・スハン - イ・デヨン
トクチルの夫で会社社長。妻に何不自由ない暮らしをさせているが浮気性。夫婦間が冷めている。

その他
- ユ・イルハン - コ・ジュウォン
ソルチルの友人。ソルチルが思いを寄せている事を気付かず、後にあったミチルに恋心を抱く。なお「ユ・イルハン」は唯一の漢（おとこ）の意味を持つ。
- コン・スピョ- ノ・ジュヒョン
イルハンの叔父（母の弟）で忙しいイルハンの両親の代わりにイルハンを男で一つで育てた。兵役時代は軍曹だったヤンパルの下で働き、再会時に除隊後就職活動していたヤンパルに自分の住むマンションの警備員に再就職させる。再会以後もヤンパルを「ナ軍曹」と呼ぶ。後にテジャの母チャンスンが経営する総菜屋に就職する。
- ファン・テジャ - イ・スンギ
一流大学に通うジョンチルの家庭教師。ジョンチルを妊娠させて動揺しなかなか夫や父親の自覚が持てない。母親に頭が上がらない。
- パン・チャンスン - ユン・ミラ
テジャの母親で総菜屋を経営するが無知で非常識な性格。メイドとして働いていた金持ちとの御曹司と恋に落ち、男子を出産、「皇太子(ファン・テジャ）」と名づけ溺愛する。
- ヨン・ハナム - パク・ヘジン
ソルチルの下に兵役中の兵長。除隊後もソルチルを慕う。よく気のつく性格。名前の意味は「年下男」の意味。

## スタッフ
- 演出 - ペ・ギョンス
- 脚本 - ムン・ヨンナム